# In die Hand geschrieben
In die Hand geschrieben (englischer Titel: Graven upon Thy palm) ist ein deutscher Spielfilm von Rouven Blankenfeld aus dem Jahr 2004.

## Handlung
Maria zieht zusammen mit ihrem Mann zurück in die Wohnung ihres Vaters, der einen Schlaganfall erlitten hat. Der behinderte Mann wünscht sich von seiner Tochter gepflegt zu werden. Doch Maria ist mit Situation überfordert. Auch ihr Ehemann erkennt die Notlage seiner Frau nicht und beutet sie eher aus, als sie zu unterstützen. Als Maria anonyme Anrufe erhält, beginnt sie sich von ihrer Familie und deren Wertesystem zu entfremden. Schließlich fängt sie eine sexuelle Beziehung zu einem jungen Mann in der Nachbarschaft an und nabelt sich von ihrem Freundeskreis ab. Ihren Vater, der seiner Tochter schutzlos ausgeliefert ist, beginnt sie zu quälen. Immer weiter steigert sich Maria in ihrer Verzweiflung in einen Wahn. Die Tragödie gipfelt darin, dass Maria ihre Familie umbringt.

## Veröffentlichung
Premiere feierte der Film 2004 auf dem Filmfest München in der Reihe „Neues Deutsches Kino“. Bei den 52. Internationalen Filmfestspielen in San Sebastian wurde der Spielfilm nominiert für den „Montblanc Award for New Screenwriters“ und den „New Director’s Prize“. Auch auf den Filmfesten in Seville 2004 und in Goteborg 2005 fand der Film großen Anklang. Im Jahr 2009 wurde der Film von dem Verleih epix auf DVD veröffentlicht.

## Kritik
Games Unit schrieb: „Man hat es bei „In die Hand geschrieben“ mit einem Psycho-Drama zu tun, dass in seiner Schonungslosigkeit und Radikalität eher noch an asiatische Dramen und Filmen von Michael Haneke erinnert...eines der besten und deprimierendsten deutschen Dramen der letzten Jahre.“
media-mania.de meinte „aktuelle Themen wie häusliche Gewalt, Pflege von Angehörigen, religiösen Glauben und sexuelle Freiheit stellt Blankenfeld in den Mittelpunkt des Geschehens und liefert ein beeindruckendes Ergebnis ab.“
„In die Hand geschrieben ist ein im doppelten Sinne schwarzes Kammerspiel. Ein Talentbeweis.“
Der Freitag
schnitt-online wertete kurz und knapp: „Das Alter, der Glaube, die Gewalt – von alledem handelt Blankenfelds Film.“